# Ordnance QF 4,5 in
Il 4,5in. è stato un obice britannico standard di medio calibro, usato durante la prima guerra mondiale.

## Storia
Al tempo della guerra anglo-boera, gli inglesi si resero conto che avevano obici campali troppo pesanti e lenti in azione, così nel loro programma di rinnovo dell'artiglieria richiesero un nuovo obice da 114 mm, in una gara aperta non solo ai soliti arsenali di stato, ma anche a privati, e fu uno di questi progetti 'commerciali' che venne prescelto, realizzato dalla Coventry Ordnance Factory.
L'obice era potente e capace, il migliore della categoria al mondo nel 1914. Esso era servito da 3 pariglie di cavalli per il traino e 10 uomini per il tiro. Oltre ai 182 prodotti prima del 1914, ne vennero realizzati durante la guerra ben 3.177, che inizialmente sparavano per lo più proiettili shrapnel, ancora retaggio della guerra mobile contro i boeri, poi finalmente solo proiettili HE.
Altre vicissitudini erano tuttavia all'orizzonte: 400 obici vennero passati ai russi per combattere i tedeschi, e rimasero a lungo in servizio nel dopoguerra. Gli esemplari inglesi vennero anch'essi tenuti in servizio, nonostante la scarsa gittata, ma vennero dotati di pneumatici. I tedeschi ribattezzarono gli esemplari catturati ai russi Fh363(r), e per quelli persi dagli inglesi FH361(e), 96 dei quali vennero disposti sul Vallo Atlantico.
L'Esercito finlandese impiegò il pezzo durante la guerra d'inverno e la guerra di continuazione, sia come obice campale che installato nei semoventi BT-42 di produzione nazionale.